# Belciades
Belciades is een geslacht van vlinders van de familie spinneruilen (Erebidae), uit de onderfamilie Catocalinae.

## Soorten
- B. niveola Motschulsky, 1866
- B. siitanae Remm, 1983
- B. staudingeri Leech, 1900